# روي ويلر
روي ويلر هو سياسي أسترالي، ولد في 4 فبراير 1909 في غوسفورد في أستراليا، وتوفي في 16 مارس 1971 في سيدني في أستراليا. نشط حزبياً في الحزب الليبرالي الأسترالي. وقد انتخب عضو مجلس النواب الأسترالي ‏ عن دائرة Division of Mitchell ‏ (10 ديسمبر 1949 – 16 مارس 1961).